# SM UC-9
SM UC-9 – niemiecki podwodny stawiacz min z okresu I wojny światowej, dziewiąty w kolejności okręt podwodny typu UC I. Zwodowany 11 lipca 1915 roku w stoczni Vulcan w Hamburgu, został przyjęty do służby w Kaiserliche Marine 15 lipca 1915 roku. W czasie służby operacyjnej SM UC-9 odbył 2 patrole bojowe, nie odnosząc sukcesów. Okręt został zatopiony na południowy wschód od Harwich 21 października 1915 roku, prawdopodobnie na skutek eksplozji własnej miny.

## Projekt i budowa
Sukcesy pierwszych niemieckich U-Bootów na początku I wojny światowej (m.in. zatopienie brytyjskich krążowników pancernych HMS „Aboukir”, „Hogue” i „Cressy” przez U-9) skłoniły dowództwo Cesarskiej Marynarki Wojennej z admirałem Tirpitzem na czele do działań mających na celu budowę nowych typów okrętów podwodnych. Doceniając też wagę wojny minowej, 9 października 1914 roku ministerstwo marynarki zatwierdziło projekt małego podwodnego stawiacza min opracowanego przez Inspektorat Torped pod kierunkiem dr Wernera, oznaczonego później jako typ UC I.
SM UC-9 zamówiony został 23 listopada 1914 roku jako dziewiąty z serii 15 okrętów typu UC I(numer projektu 35a, nadany przez Inspektorat U-Bootów), w ramach wojennego programu rozbudowy floty. Pierwsze 10 jednostek typu, w tym UC-9, zostało zbudowanych w stoczni Vulcan w Hamburgu. Stocznia, nie mając wcześniej doświadczenia w budowie okrętów podwodnych, oszacowała czas budowy okrętu na 5-6 miesięcy, i aby dotrzymać tego terminu musiała wstrzymać budowę torpedowców. UC-9 otrzymał numer stoczniowy 53 (Werk 53). Okręt został zwodowany 11 lipca 1915 roku.

## Dane taktyczno-techniczne
UC-9 był niewielkim, przybrzeżnym okrętem podwodnym o konstrukcji jednokadłubowej, którego koncepcja oparta była na projekcie jednostek typu UB I. Długość całkowita wynosiła 33,99 metra, szerokość 3,15 metra i zanurzenie 3,04 metra. Wysokość (od stępki do szczytu kiosku) wynosiła 6,3 metra. Wyporność w położeniu nawodnym wynosiła 168 ton, a w zanurzeniu 183 tony. Jednostka posiadała zaokrąglony dziób oraz cylindryczny kiosk o średnicy 1,3 m, obudowany opływową osłoną, a do jej wnętrza prowadziły dwa luki: jeden w kiosku i drugi w części rufowej, prowadzący do pomieszczeń załogi. Okręt napędzany był na powierzchni przez 6-cylindrowy, czterosuwowy silnik Diesla Daimler RS166 o mocy 90 koni mechanicznych (KM), a pod wodą poruszał się dzięki silnikowi elektrycznemu SSW o mocy 175 KM. Poruszający jedną trójłopatową, wykonaną z brązu śrubą (o średnicy 1,8 m i skoku 0,43 m) układ napędowy zapewniał prędkość 6,2 węzła na powierzchni i 5,22 węzła w zanurzeniu (przy użyciu na powierzchni silnika elektrycznego okręt był w stanie osiągnąć 7,5 węzła). Zasięg wynosił 780 Mm przy prędkości 5 węzłów w położeniu nawodnym oraz 50 Mm przy prędkości 4 węzłów pod wodą. Okręt zabierał 3,5 tony oleju napędowego, a energia elektryczna magazynowana była w akumulatorach składających się ze 112 ogniw, o pojemności 4000 Ah, które zapewniały 3 godziny podwodnego pływania przy pełnym obciążeniu.
Okręt posiadał dwa wewnętrzne zbiorniki balastowe. Dopuszczalna głębokość zanurzenia wynosiła 50 metrów, a czas zanurzenia 23-36 s. Okręt nie posiadał uzbrojenia torpedowego ani artyleryjskiego, przenosił natomiast w części dziobowej 12 min kotwicznych typu UC/120 w sześciu skośnych szybach minowych o średnicy 100 cm, usytuowanych jeden za drugim w osi symetrii okrętu, pod kątem do tyłu (sposób stawiania – „pod siebie”). Układ ten powodował, że miny trzeba było stawiać na zaplanowanej przed rejsem głębokości, gdyż na morzu nie było do nich dostępu (także zapalniki min trzeba było montować jeszcze przed wypłynięciem, co nie było rozwiązaniem bezpiecznym i stało się przyczyną zagłady kilku jednostek tego typu). Uzbrojenie uzupełniał jeden karabin maszynowy z zapasem amunicji wynoszącym 150 naboi. Okręt posiadał jeden peryskop Zeissa. Wyposażenie uzupełniała kotwica grzybkowa o masie 136 kg. Załoga okrętu składała się z 1 oficera (dowódcy) oraz 13 podoficerów i marynarzy.

## Przebieg służby
SM UC-9 został wcielony do służby w Cesarskiej Marynarce Wojennej 15 lipca 1915 roku. Tego dnia dowódcą U-Boota mianowany został por. mar. Paul Schürmann, a okręt włączono do Flotylli Szkolnej. 23 września okręt przebazowano do Flandrii i wszedł w skład stacjonującej tam flotylli. Okręt uczestniczył w dwóch operacjach minowania, jednak nie odniósł sukcesów.
Podczas drugiej misji, 21 października 1915 roku okręt zatonął wraz z całą załogą, zniszczony prawdopodobnie podczas stawiania zagrody minowej przez wybuch własnej miny na południowy wschód od Harwich (na przybliżonej pozycji 51°40′N 1°30′E/51,666667 1,500000). 21 listopada morze wyrzuciło na mieliznę Long Sand zwłoki aspiranta-mechanika UC-9 Neuhausa.